# 玉幡駅
玉幡駅（たまはたえき）は、山梨県甲斐市（当時は中巨摩郡竜王町）西八幡にあった山梨交通電車線の駅である。

## 概要
榎駅からそのまま直進し、やや南西寄りに進路を変えた先にあった駅で、1面1線の棒線駅であった。なお駅手前の県道を北に上がっていくと中央本線の竜王駅に達する。
1959年（昭和34年）8月14日に台風7号が県内を通過した際に周囲と同様大きな被害を受け、上石田駅から当駅まで架線柱が倒れて不通となった。

## 歴史
- 1930年（昭和5年）5月1日：開業。
- 1959年（昭和34年）8月14日：台風7号の被害により架線柱が倒れ不通となる。のち復旧。
- 1962年（昭和37年）7月1日：路線廃止により廃駅。

## 廃線後の状況
専用軌道の跡地である道路「廃軌道」上に跡が存在する。山梨信用金庫玉幡支店の斜向かいの道が大きくくぼんでいるのが駅跡で、道路端には写真店が建っている。周囲は玉幡集落の中心で、引き続き商店混じりの住宅地となっている。

## 隣の駅
山梨交通
電車線
榎駅 - 玉幡駅 - 農林高校前駅